# Sima Lun
Sima Lun (sim. x. 司马伦, trad. x. 司馬倫, py. sī mǎ lún, wg. Ssu-ma Lun) (abans del 249 exclusiu - enverinat el 5 de juny del 301), nom estilitzat Ziyi (子彛), va ser nomenat Príncep de Zhao (pinyin: zhào wáng, xinès simplificat: 赵王, xinès tradicional: 趙王) i va ser l'usurpador de la Dinastia Jin del 3 de febrer fins al 30 de maig del 301. En general no se li compta dins de la llista d'emperadors de Jin causa del seu breu regnat, i s'ha esmentat sovint pels historiadors com un exemple d'un usurpador malvat. Era el tercer dels vuit prínceps comunament associats amb la Guerra dels Vuit Prínceps.

## Inicis de la seva carrera
Com el fill més jove de Sima Yi, Sima Lun hi va tenir una sèrie de títols de menor importància durant les regències dels seus germans Sima Shi i Sima Zhao a Cao Wei. Després que el seu nebot Sima Yan establira la Dinastia Jin com l'Emperador Wu en el 265 EC, Sima Lun va ser nomenat Príncep de Langye. Va servir de vegades com a general i governador durant el regnat del seu nebot, però va tenir un paper mediocre, diverses vegades fou acusat de crims, però totes les vegades l'Emperador Wu el va fer perdonar. En el 277, la seva principalitat es va traslladar a Zhao.
Durant els primers anys del regnat de l'Emperador Hui, Sima Lun va estar a càrrec del comandament militar de les províncies de Qin (秦州, l'actual est de Gansu) i Yong (雍州, l'actual Shaanxi central i del nord, però el seu mal govern contribuir a unes condicions on els Di i els Qiang es van revoltar sota el lideratge del Cap dels Di Qi Wannian (齊萬年). El seu estrateg en cap Sun Xiu (孫秀) va ser arrestat per ser ajusticiat, però més tard va estar indultat. Sima Lun i Sun van ser convocats de nou a la capital de Luoyang, on ells van adular per un temps a l'Emperadriu Jia Nanfeng de l'Emperador Hui guanyant-se així la seva confiança. Lun a continuació, va demanar una posició d'alt nivell, però la petició va ser rebutjada pels assessors de l'Emperadriu Jia, Zhang Hua i Pei Wei (裴頠).

## Com a regent
Després l'Emperadriu Jia, en gelosia, va deposar el príncep hereu Sima Yu (no nascut d'ella sinó de la concubina del seu marit, la Consort Xie Jiu) in 299, hi va haver una conspiració per enderrocar-la i restaurar al príncep hereu. Sima Lun va ser persuadit a unir-se a la conspiració, però Sun en tenia altre pla per ell: en lloc d'això animar a l'Emperadriu Jia d'assassinar al príncep hereu en l'exili, i llavors usar l'assassinat com excusa per enderrocar-la. Sima Lun va acceptar el pla i va persuadir-la per assassinar al príncep hereu, cosa que ell va fer en el 300 EC. Sent a continuació que ell va un colp d'estat contra ella i la va fer arrestar, anihilant al seu clan i als seus col·laboradors (incloent a Zhang i Pei). Després ell va forçar a suïcidar-se a l'Emperadriu Jia.
Sima Lun llavors es convertí en regent de l'Emperador Hui, que era discapacitat del desenvolupament, però fou descrit de no ser particularment més intel·ligent que l'emperador Hui. Tot i que posseïa el títol de regent, el veritable poder estava en mans de Sun Xiu. Sota la persuasió de Sun Xiu, ell deposà l'Emperador Hui i es va proclamar a si mateix emperador en el 301, oferint-li a l'Emperador Hui el títol honorífic d'emperador retirat però posant-lo sota arrest domiciliari. El net de l'Emperador Hui, el príncep hereu Sima Zang (司馬臧), va ser passat per les armes.

## Com a emperador
L'acte d'usurpació va portar la ira generalitzada. Per tal d'apaivagar a aquells que poguessin estar enutjats amb la seva usurpació, Sima Lun recompensà a moltes persones amb honors. Sun, en particular, emetia decrets sobre la base dels seus propis capritxos. Davant la sospita de conspiració sobre els tres prínceps clau -- Sima Jiong el Príncep de Qi (cosí de l'Emperador Hui i el fill de l'oncle de l'Emperador Hui, el Príncep You de Qi), Sima Ying el Príncep de Chengdu (el germà de l'Emperador Hui), i Sima Yong el Príncep de Hejian (el rebesnet del rebesoncle de l'Emperador Hui, Sima Fu el Príncep d'Anping), cadascun d'ells amb forts comandaments militars independents—Sun va enviar els seus subordinats de confiança per ser els seus assistents. El Príncep de Jiong es va negar i declarà una revolta per restaurar a l'Emperador Hui. El Príncep de Ying, Sima Ai el Príncep de Changshan (el germà de l'Emperador Hui), i Sima Xin (司馬歆) el Duc de Xinye (el fill d'un besoncle de l'Emperador Hui) tot tres manifestaren el seu suport al Príncep de Jiong. El Príncep de Yong en un principi va enviar el seu general Zhang Fang (張方) amb la intenció de donar suport a Sima Lun, però llavors va sentir que els Prínceps Jiong i Ying tenien exèrcits rellevants, i va fer un canvi de front.
Les forces de Sima Lun van ser fàcilment derrotades per les forces dels prínceps Jiong i Ying, i després de només haver estat emperador durant tres mesos, Sima Lun va ser capturat pels funcionaris a Luoyang, que es sollevaren també, i el van obligar a emetre un edicte per retornar el tron a l'Emperador Hui. Després el van forçar a suïcidar-se. Sun i altres socis de Sima Lun van ser ajusticiats, igual que tots els fills de Sima Lun.

## Família
- Pare
  - Sima Yi
- Mare
  - Dama Bai (柏夫人)
- Fills
  - Sima Kua (司馬荂), el Príncep Hereu (creat i executat el 301)
  - Sima Fu (司馬馥), el Príncep de Jingzhao (creat i executat el 301)
  - Sima Qian (司馬虔), el Príncep de Guangping (creat i executat el 301)
  - Sima Xu (司馬詡), el Príncep de Bacheng (creat i executat el 301)